# Johnny Schofield
Johnny Schofield (* 8. Dezember 1931 in Atherstone; † 1. November 2006) war ein englischer Fußballspieler.

## Karriere
Schofield spielte in seiner Jugend für den in Nuneaton and Bedworth ansässigen Verein Nuneaton Borough als Torhüter. Im Februar 1950, kurz nach seinem 18. Geburtstag, wurde er von Birmingham City unter Vertrag genommen und gehörte in der Rückrunde der Saison 1949/50 der Football League First Division, der höchsten Spielklasse im englischen Fußball an.
Mit dem Abstieg seiner Mannschaft in die Football League Second Division spielte er fortan bis Saisonende 1954/55 in dieser Spielklasse, aus der er mit der Mannschaft dann in die Football League First Division zurückkehrte. In einem Teilnehmerfeld von 22 Mannschaften wurde die Saison mit einem beachtlichen sechsten Platz abgeschlossen. Er debütierte am 17. Dezember 1955 (22. Spieltag) bei der 1:2-Niederlage im Auswärtsspiel gegen Manchester United. Bis Saisonende 1964/65 gehörte der Verein der höchsten Spielklasse an, bevor er wieder in die Zweitklassigkeit verschwand und dieser bis 1972 angehören sollte. In der zehnjährigen ununterbrochenen Erstligazugehörigkeit bestritt er 179 Punktspiele und kam bei drei Teilnahmen im Wettbewerb um den Messestädte-Pokal in insgesamt zwölf Spielen zum Einsatz. Seine ersten fünf internationalen Pokalspiele bestritt er mit den beiden Viertelfinalspielen gegen die Auswahl Zagreber Fußballspieler, dem Halbfinalrückspiel gegen Royale Union Saint-Gilloise und den beiden Finalspielen gegen den FC Barcelona. In der Saison 1960/61 bestritt er ebenfalls beide Finalspiele gegen den AS Rom, nachdem er beide Erstrundenspiele gegen Újpesti Dózsa Budapest und das Halbfinalrückspiel gegen Inter Mailand bestritten hatte. Seine letzten beiden Spiele bestritt er am 15. November und 7. Dezember 1961 in der 2. Runde gegen Espanyol Barcelona. Ferner gewann er in einem Stadtduell mit Aston Villa das in Hin- und Rückspiel ausgetragene Finale im Wettbewerb um den EFL Cup im Jahr 1963.
Nach einer weiteren Zweitligasaison wechselte Schofield nach Wrexham, wo er sich dem walisischen Verein AFC Wrexham anschloss. Von 1966 bis Jahresende 1968 spielte er in der Football League Fourth Division, der vierthöchsten Spielklasse.
Danach spielte er noch in seinem Geburtsort für Atherston Town, in Bromsgrove für die Bromsgrove Rovers und in Tamworth für den FC Tamworth in der West Midlands (Regional) League.

## Erfolge
- Englischer Zweitligameister 1955
- Messestädte-Pokalfinalist 1960, 1961
- Englischer Ligapokalsieger 1963

## Anmerkung
1. ↑  Anzahl 1. Liga 1955–1965

| Personendaten    | Personendaten                                |
| ---------------- | -------------------------------------------- |
| NAME             | Schofield, Johnny                            |
| ALTERNATIVNAMEN  | John Reginald Schofield (vollständiger Name) |
| KURZBESCHREIBUNG | englischer Fußballtorhüter                   |
| GEBURTSDATUM     | 8. Dezember 1931                             |
| GEBURTSORT       | Atherstone                                   |
| STERBEDATUM      | 1. November 2006                             |